# Émilie Paton
Émilie Euphémie Thérèse Pacini, dite Émilie-Thérèse Paton (née à Paris le 7 octobre 1820 et morte à Paris 17e le 19 janvier 1887), connue sous le nom de plume de Jacques Rozier, est une romancière et dramaturge française.

## Biographie
Émilie Pacini est la fille de Jacqueline Rozier, dont elle dérive son nom de plume (Jacques Rozier) et du compositeur et éditeur de musique italien Antonio Pacini. Elle épousa l'économiste Jules Paton, chroniqueur financier au Journal des débats.
Elle se fit d'abord connaître en publiant des chroniques et articles sur les beaux-arts,.
Elle publia ensuite plusieurs romans, dont Le Divorce de Sarah Moore qu'elle adapta pour le théâtre. Elle en tira un drame en 3 actes qui fut créé au Théâtre de l'Odéon le 16 avril 1885 (3 représentations), avec le soutien d'Alexandre Dumas fils.
Elle devint membre de la Société des gens de lettres et officière d'académie.
Sa fille Jacqueline Comerre-Paton, née en 1859, devint artiste peintre.
Émilie Paton est enterrée au cimetière du Père-Lachaise (81e division) le 21 janvier 1887. Émile Delaunay vint lui rendre un dernier hommage au nom de la Société des gens de lettres.

## Œuvres
- La Princesse Cléo[6], Paris, E. Dentu, 1875
- L'Impasse Oberkampf, 1887
- Le Divorce de Sarah Moore[7], roman, 1879, adapté pour le théâtre en 1885
- Flora Didier
- La Justicière, 1885
- La Fille du puisatier
- L'Oiseau bleu